# Spilosoma howqua
Spilosoma howqua là một loài bướm đêm thuộc phân họ Arctiinae, họ Erebidae.